# Five Star Final
Five Star Final (Brasil: Sede de Escândalo ) é um filme norte-americano de 1931, do gênero drama, dirigido por Mervyn LeRoy  e estrelado por Edward G. Robinson e Marian Marsh.

## Produção
Five Star Final é o protótipo de todos os outros filmes sobre jornalismo que se seguiram nas décadas de 1930 e 1940. Assim, inclui o editor durão, o repórter inescrupuloso, jornalistas rabugentos e cidadãos enraivecidos, enfim, tudo que se tornaria chavão nos anos seguintes.
Numa dura condenação ao chamado jornalismo marrom,. o filme expõe os golpes baixos de um tabloide sensacionalista para se manter de pé
Baseado em peça melodramática, Five Star Final recebeu elogiada atuação de Robinson. Ken Wlaschin, inclusive, considera este um dos onze melhores trabalhos do ator.
O filme recebeu uma solitária indicação ao Oscar, na categoria de Melhor Filme. O vencedor, contudo, foi Grand Hotel.
Em 1936, Humphrey Bogart estrelou uma refilmagem, intitulada Two Against the World, com a ação mudada para uma estação de rádio.

## Sinopse
Instado pelas instâncias superiores a aumentar a circulação de jornal em decadência, o editor resolve desenterrar um caso de assassinato acontecido décadas antes, já julgado e encerrado. Para isso, ele destaca um repórter mau caráter que, ao se intrometer na vida dos envolvidos com mentiras e dissimulações, acaba por provocar uma tragédia.

## Premiações
| Prêmio | Categoria    | Situação |
| ------ | ------------ | -------- |
| Oscar  | Melhor Filme | Indicado |

- Film Daily: Ten Best Films of 1931[7]

## Elenco
| Ator/Atriz         | Personagem       |
| ------------------ | ---------------- |
| Edward G. Robinson | Randall          |
| Marian Marsh       | Jenny Townsend   |
| H. B. Warner       | Michael Townsend |
| Anthony Bushell    | Phillip Weeks    |
| George E. Stone    | Ziggie Feinstein |
| Frances Starr      | Nancy Townsend   |
| Ona Munson         | Kitty Carmody    |
| Boris Karloff      | T. Vernon Isopod |
| Aline MacMahon     | Senhorita Taylor |
| Oscar Apfel        | Hinchecliffe     |
| Robert Elliott     | Brannegan        |